# Amichaj
Amichaj (hebr. עמיחי) – osiedle żydowskie w Judei i Samarii, które zostało założone w marcu 2018 roku. Leży na wschód od Szilo, pomiędzy Szewut Rachel i Ade Ad. Wchodzi w skład Samorządu Regionu Mate Binjamin.

## Powstanie
Powstanie Amichaj związane jest z ewakuacją Amony 2017 roku. Wówczas 40 rodzin mieszkało w zaadaptowanej sali gimnastycznej w szkole w Ofrze. Premier Binjamin Netanjahu wraz z ówczesnym przewodniczącym Żydowskiego Domu – Naftalim Bennettem – ustalili, że zostanie utworzone nowe osiedle dla ewakuowanych. Decyzja została ogłoszona w czerwcu 2017 roku. Jednak pojawiły się problemy z przekazaniem pieniędzy z Ministerstwa Obrony i Ministerstwa Budownictwa i Mieszkalnictwa. Szacowany koszt budowy infrastruktury dla Amichaj wynosił 60 milionów szekli. Według planu zaakceptowanego przez administrację cywilną w październiku 2017 roku nowe osiedle miało składać się ze 102 domów.
Same przenosiny mieszkańców Amony do Amichaj przedłużyły się o około 409 dni, ze względu na wspomniane problemy. 21 lutego 2018 roku zostały postawione pierwsze domy modułowe z kolei 21 marca, po zakończeniu prac elektryfikacyjnych, do Amichaj przeniosły się pierwsze rodziny. W 2018 roku uznano, że docelowo osiedle ma składać się z 1100 domów. Już teraz jest tam pełna sieć elektryfikacji, chodniki, ulice, dwa przedszkola i plac zabaw. Uważa się, że jest to pierwsze tak duże osiedle zatwierdzone przez rząd od podpisania porozumień z Oslo w latach 90. XX wieku.
Ogólna powierzchnia Amichaj została określona na 567 dunamów, czyli 0,567 km².

## Kontrowersje prawne
W 2018 roku pojawiły się zastrzeżenia w kwestii legalności osiedla. Organizacje Pokój Teraz i Jesz Din twierdzą, że zagęszczenie nowych osiedli w rejonie Amichaj powoduje kurczenie się palestyńskich regionów rolniczych, co doprowadza do migracji ludności. Dodatkowo, członkowie Pokój Teraz ostrzegają, że na drodze od Szilo na wschód do Ade Ad powstaje duży blok osadniczy godzący w integralność przyszłego państwa palestyńskiego.
W 2018 roku organizacje pozarządowe wniosły pozew do Sądu Najwyższego przeciwko utworzeniu Amichaj. W oskarżeniu stwierdzono, że rządowy komitet planowania osiedli nie zbadał do końca potrzeby utworzenia nowego osiedla w okolicy oraz nie uwzględniono wpływu nowego osiedla na lokalną społeczność palestyńską, otoczenie i transport. Sąd Najwyższy odrzucił skargę uznając ją za bezzasadną.